# 酒井忠寛 (伊勢崎藩主)
酒井 忠寛（さかい ただひろ）は、上野伊勢崎藩の初代藩主。雅楽頭系酒井家支流初代。
寛文6年（1666年）10月27日、「下馬将軍」として権勢を誇った大老・酒井忠清の三男として生まれる。延宝6年（1678年）に叙任し、天和元年（1681年）、兄の忠挙より2万石を分与されて、支藩である伊勢崎藩を立藩した。見附門番や大坂加番、日光祭礼奉行などを歴任する一方で、藩の家老などの職制や波志江沼や書上原治水工事に尽力するなどして、藩政の基礎を固めた。
元禄16年（1703年）11月8日に死去。享年38。女児しかなかったため、養子の忠告が跡を継いだ。

## 系譜
父母
- 酒井忠清（父）
- 姉小路公景の娘（母）

正室
- 安藤重博の娘

子女
- 娘
- 娘

養子
- 酒井忠告 ー 西尾忠成の四男